# 浜野保樹
浜野 保樹（はまの やすき、1951年4月11日 - 2014年1月3日）は、日本のメディア学者。位階は従四位。
東京大学名誉教授。東京工科大学教授。専門はコミュニケーション論、メディア論など。兵庫県出身。

## 経歴
兵庫県高砂市生まれ。1975年国際基督教大学卒。1977年に渡米して、ハーバード大学教育大学院教育工学センター客員研究員、バンクストリート大学子どもテクノロジーセンター客員研究員。
1980年、国際基督教大学・大学院博士後期課程単位取得退学、助手。1982年新潟大学助手、1983年メディア教育開発センター（旧・放送教育開発センター）助教授、1999年東大情報学研究科助教授、2003年「コンテント制作のロジスティックスに関する研究」で東京大学工学博士、2004年東京大学大学院新領域創成科学研究科教授、2012年東京大学名誉教授、東京工科大学メディア学部教授。
黒澤明の『どですかでん』の助監督を務めたといい、映像論、アニメ評論などの著訳書も多く、スタンリー・キューブリックに関するものが著名だが、1993年には岩波新書で刊行した『小津安二郎』が、高橋治や佐藤忠男の関連著作と、よく類似していると指摘され短期間で絶版となった。なお当人は、同じ資料を使っただけと弁明した。黒澤明文化振興財団理事をつとめた。
「歌舞伎を救った男」とされるフォービアン・バワーズについて、GHQの公開文書に基づき疑念を投げかけた米国学者の説に依拠しつつ、その虚偽を明らかにした（『偽りの民主主義』）
2014年1月3日午後0時10分、脳梗塞のため東京都新宿区の病院で死去。62歳没。歿日付で従四位。瑞宝小綬章受章。

## 著書
- 『ハイパーメディア・ギャラクシー コンピューターの次にくるもの』福武書店 1988
- 『コンピューターの終焉 ハイパーメディア・ギャラクシー2』福武書店 1989
- 『キューブリック・ミステリー 『2001年宇宙の旅』論』福武ブックス 1990
- 『ハイパーメディアと教育革命 「学ぶもののメディア」としてのコンピュータの出現』アスキー 1990
- 『メディアの世紀 アメリカ神話の創造者たち』岩波書店 1991
- 『イデオロギーとしてのメディア ハイパーメディア・ギャラクシー3』福武書店 1992
- 『小津安二郎』岩波新書 1993
- 『マルチメディアマインド デジタル革命がもたらすもの』ビー・エヌ・エヌ 1994
- 『大衆との決別 マルチメディアマインド2』ビー・エヌ・エヌ 1995
- 『デジタル革命の衝撃』ペンローグ 1996
- 『極端に短いインターネットの歴史』晶文社 1997
- 『表現のビジネス コンテント制作論』東京大学出版会 2003
- 『模倣される日本 映画、アニメから料理、ファッションまで』祥伝社新書 2005
- 『偽りの民主主義 GHQ・映画・歌舞伎の戦後秘史』角川書店 2008
- 『極端に短いインターネットの歴史』（電子書籍）ボイジャー 2010
- 『解説「虎 虎 虎』-根本的には悲劇であることが土台だ』（電子書籍）ボイジャー 2011

## 編著
- 原典メディア環境 月尾嘉男、武邑光裕共編 東京大学出版会 2001
- アニメーション監督原恵一 原恵一共編 晶文社 2005
- 大系黒澤明（全4巻）編著 講談社、2009～2010

## 翻訳
- アラン・ケイ 『マルチメディア 21世紀のテクノロジー』 岩波書店 1993
- アルバート・ゴア 『GII世界情報基盤』 ビー・エヌ・エヌ 1995
- クリストファー・バーナット 『サイバービジネス』 NTT出版 1997
- ピアース・ビゾニー 『未来映画術「2001年宇宙の旅」』 門馬淳子共訳 晶文社 1997
- ティッパー・ゴア 『副大統領夫人の写真日記』 朝日新聞社 1998
- ジョエル・ブリンクリー 『デジタルテレビ日米戦争 国家と業界のエゴが「世界標準」を生む構図』 服部桂共訳 アスキー 2001
- ヴィンセント・ロブロット 『映画監督 スタンリー・キューブリック』 櫻井英里子共訳 晶文社 2004
- クリスティアーヌ・キューブリック編著 『スタンリー・キューブリック 写真で見るその人生』 愛育社 2004